# Eurycyde sertula
Eurycyde sertula is een zeespin uit de familie Ascorhynchidae. De soort behoort tot het geslacht Eurycyde. Eurycyde sertula werd in 1991 voor het eerst wetenschappelijk beschreven door Child. 